# Touched by an Angel
Touched by an Angel (Tocados por un ángel en España y El toque de un ángel en Latinoamérica) es una serie de televisión estadounidense creada por John Masius, producida por Martha Williamson y emitida por la CBS desde el 21 de septiembre de 1994 hasta el 27 de abril de 2003. En total se emitieron nueve temporadas y 211 capítulos.

## Sinopsis
La serie gira en torno a las misiones de un grupo de ángeles que han sido enviados por Dios a la Tierra. Principalmente, seguimos la historia de Mónica (Roma Downey), un ángel dulce y cálido que entrega a la gente un mensaje de esperanza. Mónica nació en Irlanda del Norte y tiene debilidad por el café (sobre todo por el café mocca). Siempre se encuentra acompañada por Tess.

## Reparto

### Principal
| Actor              | Personaje |
| ------------------ | --------- |
| Roma Downey        | Mónica    |
| Della Reese        | Tess      |
| John Dye           | Andrew    |
| Valerie Bertinelli | Gloria    |

### Recurrente
| Actor           | Personaje                                          |
| --------------- | -------------------------------------------------- |
| Alexis Cruz     | Rafael, un ángel                                   |
| Charles Rocket  | Adam, un ángel de la muerte                        |
| Paul Winfield   | Sam, un arcángel                                   |
| Randy Travis    | Wayne Machulis / Jed Winslow                       |
| Wendy Phillips  | Claire Greene / Ruth Ann Russell (en 1 episodio)   |
| Gerald McRaney  | Russell Greene / Dr. Joe Patcherik (en 1 episodio) |
| Celeste Holm    | Hattie Greene                                      |
| Eddie Karr      | Nathaniel Greene                                   |
| Paul Wittenburg | Joey Machulis                                      |
| Cloris Leachman | Ruth, un arcángel                                  |
| Ossie Davis     | Erasmus Jones / Gabriel, un arcángel               |
| Jasmine Guy     | Kathleen, un ángel caído                           |

### Estrellas invitadas notables
| Actor               | Personaje                                                                               |
| ------------------- | --------------------------------------------------------------------------------------- |
| Bruce Altman        | Henry, un ángel de la muerte                                                            |
| Chris Burke         | Taylor, un ángel                                                                        |
| Delta Burke         | Diana Winslow / Julia Fitzgerald                                                        |
| Carol Burnett       | Lillian Bennett (Temporada 4, episodio 10)                                              |
| Bill Cosby          | Phil, el ángel de restoración                                                           |
| Bárbara Mandrell    | Ada Dobbin / Terri Hayman                                                               |
| David Ogden Stiers  | Jones / Satán (en la serie final de dos partes)                                         |
| Phylicia Rashad     | Elizabeth Jessup                                                                        |
| Muhammad Ali        | Él mismo (Temporada 5, episodio 24)                                                     |
| Maya Angelou        | Clarice Mitchell (Temporada 2, episodio 7)                                              |
| Ruby Dee            | LaBelle (Temporada 6, episodio 10)                                                      |
| Celine Dion         | Ella misma (Temporada 5, episodio 9)                                                    |
| Kirk Douglas        | Ross Burger (Temporada 6, episodio 18)                                                  |
| Marla Gibbs         | Millie (Temporada 7, episodio 3)                                                        |
| George Gizzard      | Charley Nott (Temporada 5, episodio 11)                                                 |
| Melissa Joan Hart   | Claire Latham (Temporada 2, episodio 5)                                                 |
| Wynonna Judd        | Audrey Carmichael                                                                       |
| Ángela Lansbury     | Lady Penelope Berrington (Temporada 8, episodio 21)                                     |
| David Margulies     | Sam Silverstein (Temporada 8, episodio 5)                                               |
| Russell Means       | Edison (Temporada 3, episodio 5)                                                        |
| Maureen McCormick   | Jodi (Temporada 3, episodio 18)                                                         |
| Keb'Mo'             | Ángel de la música                                                                      |
| Joe Morton          | Martin Hunter / Jake Stone                                                              |
| Margot Kidder       | Rita Lasky (Temporada 5, episodio 1)                                                    |
| Cynthia Nixon       | Melina Richardson / Hermana Sarah (Temporada 5, episodio 20)                            |
| Rosa Parks          | Ella misma (Temporada 5, episodio 23)                                                   |
| Mandy Patinkin      | Satán (Temporada 7, episodio 23)                                                        |
| Debbie Reynolds     | Betty Poplovich (Temporada 8, episodio 4)                                               |
| Sally Ride          | Ella misma (Temporada 4, episodio 26)                                                   |
| John Schneider      | Joshua Winslow / Satán                                                                  |
| Mary McDonnell      | Hermana Theodore (Temporada 8, episodio 18)                                             |
| Luther Vandross     | Reggie Hunter (Temporada 8, episodio 20)                                                |
| Richard Chamberlain | Jack Clay / Everett Clay (Temporada 7, episodio 1)                                      |
| Al Jarreau          | Él mismo (Temporada 2, episodio 15)                                                     |
| B.B. King           | Él mismo (Temporada 2, episodio 15)                                                     |
| Dr. John            | Él mismo (Temporada 2, episodio 15)                                                     |
| Al Hirt             | Él mismo (Temporada 2, episodio 15)                                                     |
| Ann-Margret         | Ángela (Episodio "Millennium"                                                           |
| Rue McClanahan      | Amelia Bowthorpe Archibald (Episodio "Manny") y Lila Winslow (Episodio: "Shalow Water") |
| Linda Gray          | Marian Campbell (Temporada 2, episodio 20)                                              |
| Sally Jessy Raphael | Sra. Angeli (Temporada 2, episodio 22)                                                  |
| Marion Ross         | Sophie                                                                                  |
| Jennifer Paz        | Am-Nhac Nguyen (Temporada 5, episodio 21 "Made in the USA")                             |

## Historia
La serie se rodó, principalmente, en Salt Lake City (Utah). Su creador fue despedido tras la primera temporada por haber rechazado escribir unos guiones "más positivos". Fue reemplazado por la productora ejecutiva Martha Williamson, una escritora cristiana que hizo que se convirtiera en una historia más positiva. La serie, es un ícono del cine espiritual junto a otras series como Earth Girl Arjuna, Joan de Arcadia, Kung Fu y Camino al cielo.

## Emisiones en otros países
Latinoamérica: Warner Channel
 Estados Unidos: CBS
 México: Azteca 7
 El Salvador: Agape TV - Canal 8
 Guatemala: Canal 3
 Honduras: Sotel
 Nicaragua: Canal 2
 Costa Rica: Teletica
 Panamá: RPC TV Canal 4
 Argentina: El Trece
 Chile: Canal 13
 Perú: Frecuencia Latina
 Ecuador: RTS, Teleamazonas, Unsión TV,  Latele
 Colombia: RCN Television, Caracol Television
 Venezuela: Televen, TV Familia
 Brasil: Rede Globo
 Bolivia: Unitel
 Paraguay: Telefuturo
 Uruguay: Saeta TV Canal 10
 República Dominicana: Antena Latina, Telesistema 11
 España: Antena 3
  Reino Unido: CBS Drama, Disney Channel UK
  Puerto Rico: Telemundo 2